# Vaudreuil-sur-le-Lac
Pour les articles homonymes, voir Vaudreuil.
Vaudreuil-sur-le-Lac est une municipalité de village dans Vaudreuil-Soulanges, en Montérégie, au Québec (Canada).

## Toponymie
Le nom choisi rappelle Philippe de Rigaud de Vaudreuil ainsi que le lac des Deux Montagnes, sur les rives duquel le village est implanté.
La municipalité porte, à son incorporation, le nom de Belle-Plage. Le nom Vaudreuil-sur-le-Lac est préféré à Belle-Plage en 1960.

## Histoire
Le territoire de Vaudreuil-sur-le-Lac est situé dans l'ancienne seigneurie de Seigneurie de Vaudreuil. Celle-ci est concédée à Philippe de Rigaud de Vaudreuil en 1702. Au début du XXe siècle, des villégiateurs s'installent près de la baie de Vaudreuil. En 1920, la municipalité de village de Belle-Plage est créée. Le toponyme en est changé en 1960 pour celui de Vaudreuil-sur-le-Lac, pour mieux marquer la proximité de Vaudreuil et en mémoire du premier seigneur, tout en rappelant le lac des Deux Montagnes.

## Géographie
Le village de Vaudreuil-sur-le-Lac se situe sur la rive droite du lac des Deux Montagnes, élargissement de la rivière des Outaouais près de son embouchure. Il est limitrophe de la ville de Vaudreuil-Dorion ainsi que de L'Île-Cadieux,. La superficie totale de la municipalité est de 2,76 km2 dont 1,37 km2 sont terrestres et l'autre moitié se trouve sur le lac des Deux Montagnes.
Le territoire se trouve dans la plaine du Saint-Laurent et son relief est plat. La rive du lac des Deux Montagnes dans l'anse de Vaudreuil et la baie de l'île Cadieux se trouve à une altitude de 23 m. Le point le plus élevé se situe au sommet d'une butte près de la rue du Chêne à 35 m. Le ruisseau Belle Plage arrose le sud du territoire et se jette dans l'anse de Vaudreuil.

## Démographie
Au Recensement du Canada de 2011, la population totale s'élève à 1 359 habitants, appelés Vaudreuil-Lacois. La densité de 989,2 hab. par km2. La croissance démographique est de 5,3 % par rapport à 2006. Le nombre total de logements en 2011 est de 479, dont 467 habités comme lieux de résidence principale.
| 1986 | 1991 | 1996 | 2001 | 2006  | 2011  | 2016  | 2021  |
| ---- | ---- | ---- | ---- | ----- | ----- | ----- | ----- |
| 675  | 876  | 928  | 893  | 1 290 | 1 359 | 1 341 | 1 361 |

### Langues
| Recensement Canada, langues maternelles - Vaudreuil-sur-le-Lac, Québec | Recensement Canada, langues maternelles - Vaudreuil-sur-le-Lac, Québec | Recensement Canada, langues maternelles - Vaudreuil-sur-le-Lac, Québec | Recensement Canada, langues maternelles - Vaudreuil-sur-le-Lac, Québec | Recensement Canada, langues maternelles - Vaudreuil-sur-le-Lac, Québec | Recensement Canada, langues maternelles - Vaudreuil-sur-le-Lac, Québec | Recensement Canada, langues maternelles - Vaudreuil-sur-le-Lac, Québec | Recensement Canada, langues maternelles - Vaudreuil-sur-le-Lac, Québec | Recensement Canada, langues maternelles - Vaudreuil-sur-le-Lac, Québec | Recensement Canada, langues maternelles - Vaudreuil-sur-le-Lac, Québec | Recensement Canada, langues maternelles - Vaudreuil-sur-le-Lac, Québec | Recensement Canada, langues maternelles - Vaudreuil-sur-le-Lac, Québec | Recensement Canada, langues maternelles - Vaudreuil-sur-le-Lac, Québec | Recensement Canada, langues maternelles - Vaudreuil-sur-le-Lac, Québec | Recensement Canada, langues maternelles - Vaudreuil-sur-le-Lac, Québec | Recensement Canada, langues maternelles - Vaudreuil-sur-le-Lac, Québec | Recensement Canada, langues maternelles - Vaudreuil-sur-le-Lac, Québec | Recensement Canada, langues maternelles - Vaudreuil-sur-le-Lac, Québec | Recensement Canada, langues maternelles - Vaudreuil-sur-le-Lac, Québec |
| ---------------------------------------------------------------------- | ---------------------------------------------------------------------- | ---------------------------------------------------------------------- | ---------------------------------------------------------------------- | ---------------------------------------------------------------------- | ---------------------------------------------------------------------- | ---------------------------------------------------------------------- | ---------------------------------------------------------------------- | ---------------------------------------------------------------------- | ---------------------------------------------------------------------- | ---------------------------------------------------------------------- | ---------------------------------------------------------------------- | ---------------------------------------------------------------------- | ---------------------------------------------------------------------- | ---------------------------------------------------------------------- | ---------------------------------------------------------------------- | ---------------------------------------------------------------------- | ---------------------------------------------------------------------- | ---------------------------------------------------------------------- |
| Recensement                                                            |                                                                        | Total                                                                  |                                                                        | Français                                                               | Français                                                               | Français                                                               |                                                                        | Anglais                                                                | Anglais                                                                | Anglais                                                                |                                                                        | Français et anglais                                                    | Français et anglais                                                    | Français et anglais                                                    |                                                                        | Autre                                                                  | Autre                                                                  | Autre                                                                  |
| Année                                                                  |                                                                        | Réponses                                                               |                                                                        | Compte                                                                 | Tendance                                                               | % Pop                                                                  |                                                                        | Compte                                                                 | Tendance                                                               | % Pop                                                                  |                                                                        | Compte                                                                 | Tendance                                                               | % Pop                                                                  |                                                                        | Compte                                                                 | Tendance                                                               | % Pop                                                                  |
| 2021                                                                   |                                                                        | 1 361                                                                  |                                                                        | 835                                                                    | 11,6 %                                                                 | 61,2 %                                                                 |                                                                        | 255                                                                    | 13,3 %                                                                 | 18,7 %                                                                 |                                                                        | 75                                                                     | 275 %                                                                  | 5,6 %                                                                  |                                                                        | 200                                                                    | 53,8 %                                                                 | 14,9 %                                                                 |
| 2016                                                                   |                                                                        | 1 340                                                                  |                                                                        | 945                                                                    | 4,7 %                                                                  | 70,5 %                                                                 |                                                                        | 225                                                                    | 0 %                                                                    | 16,8 %                                                                 |                                                                        | 20                                                                     | 20 %                                                                   | 1,5 %                                                                  |                                                                        | 130                                                                    | 30 %                                                                   | 9,7 %                                                                  |
| 2011                                                                   |                                                                        | 1 345                                                                  |                                                                        | 995                                                                    | 3,1 %                                                                  | 74 %                                                                   |                                                                        | 225                                                                    | 7,1 %                                                                  | 16,7 %                                                                 |                                                                        | 25                                                                     | 150 %                                                                  | 1,9 %                                                                  |                                                                        | 100                                                                    | 4,8 %                                                                  | 7,4 %                                                                  |
| 2006                                                                   |                                                                        | 1 290                                                                  |                                                                        | 965                                                                    | 32,2 %                                                                 | 74,8 %                                                                 |                                                                        | 210                                                                    | 133,3 %                                                                | 16,3 %                                                                 |                                                                        | 10                                                                     | 0 %                                                                    | 0,8 %                                                                  |                                                                        | 105                                                                    | 61,5 %                                                                 | 8,1 %                                                                  |
| 2001                                                                   |                                                                        | 895                                                                    |                                                                        | 730                                                                    | 11,5 %                                                                 | 81,6 %                                                                 |                                                                        | 90                                                                     | 20 %                                                                   | 10,1 %                                                                 |                                                                        | 10                                                                     | 0 %                                                                    | 1,1 %                                                                  |                                                                        | 65                                                                     | 160 %                                                                  | 7,3 %                                                                  |
| 1996                                                                   |                                                                        | 935                                                                    |                                                                        | 825                                                                    | n/d                                                                    | 88,2 %                                                                 |                                                                        | 75                                                                     | n/d                                                                    | 8 %                                                                    |                                                                        | 10                                                                     | n/d                                                                    | 1,1 %                                                                  |                                                                        | 25                                                                     | n/d                                                                    | 2,7 %                                                                  |

## Administration
Le conseil municipal comprend le maire et six conseillers. Les élections municipales ont lieu tous les quatre ans en bloc, sans division territoriale[1]. Le maire Claude Pilon a démissionné le 6 janvier 2020, après 36 ans de services. André Bélanger a agi à titre de maire suppléant du 7 janvier au 18 décembre 2020. Philip Lapalme a été élu maire de Vaudreuil-sur-le-Lac à l'occasion de l'élection partielle du 13 décembre 2020. Cependant, il a perdu l'élection générale du 7 novembre 2021 face à Mario Tremblay.
| Vaudreuil-sur-le-Lac Maires depuis 2002                                                                              |                |                                            |          |
| Élection | Maire          | Qualité                                    | Résultat |
| 2002 | Claude Pilon   |                                            | Voir     |
| 2005 | Claude Pilon   | Voir                                       |          |
| 2009 | Claude Pilon   | Voir                                       |          |
| 2013 | Claude Pilon   | Voir                                       |          |
| 2017 | Claude Pilon   | Voir                                       |          |
| Janv. 2020 | André Bélanger | Maire-suppléant (janv. 2020 à déc. 2020)   | Voir     |
| Déc. 2020 | Philip Lapalme | (Élection partielle déc. 2020 à nov. 2021) | Voir     |
| 2021 | Mario Tremblay | (Élection générale 2021-2025)              | Voir     |
| Élection partielle en italique Depuis 2005, les élections sont simultanées dans toutes les municipalités québécoises |                |                                            |          |

|             | 2009-2013                                                                                | 2013-2017                                                                             | 2017-2020                                                                            | 2020-2021                                                                                     | 2021-2025 |
| Maire       | Claude Pilon                                                                             | Claude Pilon                                                                          | Claude Pilon                                                                         | Philip Lapalme                                                                                | Mario Tremblay |
| Conseillers | André Bélanger Ginette Bradley Louise Chénier Marc Lafontaine Denis Morin Sylvie Poirier | André Bélanger Ginette Bradley Louise Chénier Paul Le Sage Denis Morin Sylvie Poirier | Ginette Bradley André Bélanger Denis Morin Paul Lesage Philip Lapalme Louise Chénier | Ginette Bradley André Bélanger Elizabeth Tomaras Martine André Marc Lafontaine Louise Chénier | David Yee (démissionner en mars 2023) Mei-Lin-Yee (démissionner en mars 2023) Liliane Besner (démissionner en mai 2023) Martine André Gilles Massey Jacques Ostiguy Najah Zaoude (depuis septembre 2023) Jean Barrette (depuis septembre 2023) Ian Dellner (depuis septembre 2023) |

Au niveau supra-local, Vaudreuil-sur-le-Lac fait partie de la municipalité régionale de comté de Vaudreuil-Soulanges et de la Communauté métropolitaine de Montréal. Vaudreuil-sur-le-Lac fait partie de la circonscription électorale de Vaudreuil à l'Assemblée nationale du Québec et à la circonscription de Vaudreuil-Soulanges à la Chambre des communes du Canada.

## Urbanisme
L'occupation du sol dominante est l'habitation. L'accès routier à Vaudreuil-sur-le-Lac se fait par l'avenue Saint-Charles ou la rue Dumberry à Vaudreuil-Dorion. Ces axes relient la collectivité locale à l'autoroute Félix-Leclerc (A-40).

## Société
La population de Vaudreuil-sur-le-Lac dispose d'équipements sportifs au parc Joseph-Edgar-André-Bernardin. Le Club de voile Deux-Montagnes (club privé) attire un grand nombre d'adeptes de la voile.

## Éducation
La Commission scolaire des Trois-Lacs administre les écoles francophones :
- École Saint-Michel et École Sainte-Madeleine à Vaudreuil-Dorion[14]

La Commission scolaire Lester-B.-Pearson administre les écoles anglophones :
- École primaire Mount-Pleasant à Hudson[15].